# ハンス・ブルノ・ガイニッツ
ハンス・ブルノ・ガイニッツ（Hanns Bruno Geinitz, 1814年10月16日 - 1900年1月28日）は、ドイツの地質学者・古生物学者・地球科学者である。

## 人物
アルテンブルク（現テューリンゲン州）に生まれた。ベルリン大学とイェーナ大学で学んだ。フリードリッヒ・アウグスト・クヴェンシュテットのもとで地質学の知識を得た。1837年に博士号をとり、1850年にドレスデンの王立工業技術学校 (Royal Polytechnic School) の地質学の教授となった。1857年に王立鉱物学・地質学博物館 (Royal Mineralogical and Geological Museum) の館長となり1894年までその職にあった。
ザクセンの石炭紀や白亜紀の岩石や化石、ペルム紀（二畳紀）の動植物の研究を行った。シルル紀の地層の筆石 (graptolite) の研究を行い、アルタイ山脈やネブラスカの石炭層形成の研究を行った。学術誌 Neues Jahrbuch の編集者のひとりである。
息子のフランツ・オイゲン・ガイニッツも地質学者でロストック大学の教授となった。

## 受賞歴
- 1878年: マーチソン・メダル（ロンドン地質学会）
- 1894年: コテニウス・メダル（国立科学アカデミー・レオポルディーナ）

## 著書
- Das Quadersandsteingebirge oder Kreidegebirge in Deutschland（1849年-1850年）
- Die Versteinerungen der Steinkohlenformation in Sachsen（1855年）
- Dyes, oder die Zechsteinformation und das Rothliegende（1861年-1862年）
- Des Elbthalgebirge in Sachsen（1871年-1875年）

など。